# William Willett
William Willett (Farnham, 10 agosto 1856 – 4 marzo 1915) è stato un imprenditore britannico promotore dell'introduzione dell'ora legale.

## Biografia

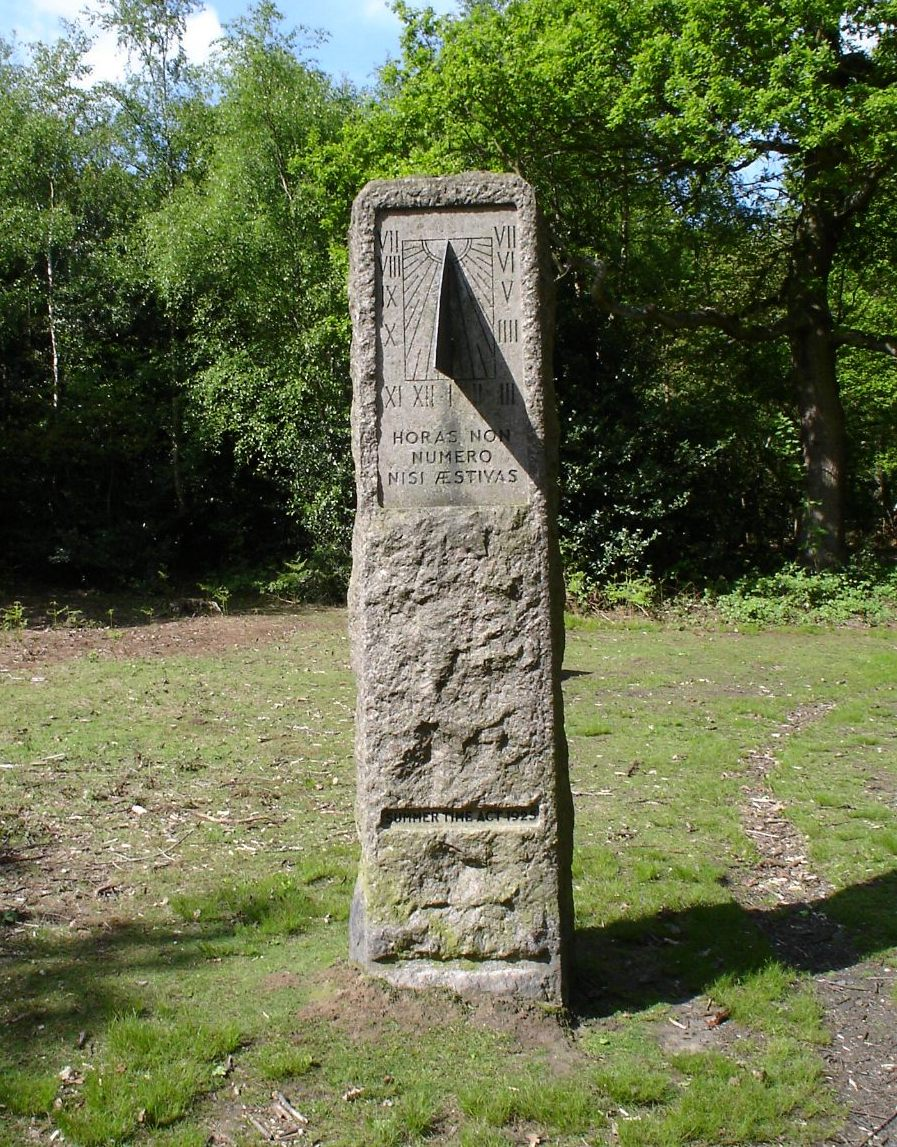
Meridiana commemorativa di William Willett a Petts Wood permanentemente impostata sull'ora legale.

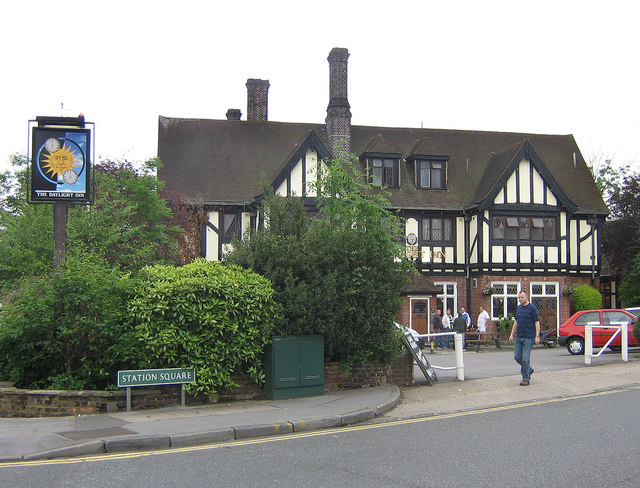
Il Daylight Inn, Petts Wood, 2011

Willett nacque a Farnham, Surrey, nel Regno Unito e studiò alla Philological School. Dopo qualche esperienza commerciale, entrò nell'azienda edile del padre, la Willett Building Services. I due si guadagnarono la reputazione per le case di qualità di "costruzione Willett" in parti scelte di Londra e del sud dell'Inghilterra quali Chelsea e Hove, tra cui la Derwent House. Visse gran parte della sua vita a Chislehurst nel Kent dove si dice che gli venne per la prima volta l'idea dell'ora legale dopo una cavalcata una mattina d'estate in Petts Wood mentre era vicino a casa, notando quante tende fossero ancora chiuse. 
Non si trattava comunque della prima volta che l'idea di ricorrere all'ora legale veniva avanzata. Era una pratica comune nel mondo antico e il saggio di Benjamin Franklin del 1784 ne risuscitò l'idea. Sebbene Franklin nel suo saggio suggeriva semplicemente di obbligare la gente ad alzarsi presto d'estate per risparmiare sull'uso delle candele, gli è stata erroneamente attribuita l'invenzione dell'ora legale a scapito di Willett. La moderna ora legale fu comunque per prima avanzata dall'entomologo neozelandese George Vernon Hudson, anche se molte pubblicazioni erroneamente la attribuiscono allo stesso Willett.
Utilizzando le sue risorse finanziarie, nel 1907 Willet pubblicò un opuscolo, "The Waste of Daylight" (Lo spreco della luce del giorno), in cui propose che gli orologi venissero avanzati complessivamente di 80 minuti in quattro passi durante il mese di aprile e fatto altrettanto alla rovescia in settembre. I pomeriggi avrebbero avuto luce più a lungo aumentando il tempo libero e facendo risparmiare 2,5 milioni di sterline per l'illuminazione. Willett suggerì che gli orologi venissero avanzati di 20 minuti alla volta alle 2 di notte nelle domeniche di aprile e riportati indietro allo stesso modo nelle domeniche di settembre.
Promotore di una energica campagna, nel 1908 Willett era riuscito a guadagnarsi il sostegno di un membro del parlamento, Robert Pearce, che fece molti tentativi non riusciti di far passare la legge sull'ora legale. Anche il giovane Winston Churchill la promosse per qualche tempo e l'idea fu esaminata nuovamente da un comitato parlamentare nel 1909 senza però alcun seguito. Lo scoppio della prima guerra mondiale rese la questione importante soprattutto a causa della necessità di risparmiare carbone. La Germania l'aveva già introdotta quando la legge fu finalmente approvata in Gran Bretagna il 17 maggio 1916 con gli orologi che furono avanzati di un'ora la seguente domenica del 21 maggio, varata come un dispositivo teso ad incrementare la produttività in tempo di guerra all'interno della legge Defence of the Realm Act. Fu successivamente adottata da molte altre nazioni.
William Willett morì di influenza nel 1915 all'età di 58 anni prima che l'ora legale diventasse legge. Viene ricordato in Petts Wood da una meridiana commemorativa impostata permanentemente sull'ora legale. Il pub The Daylight Inn in Petts Wood porta il suo nome così come la strada Willett Way. La sua casa in Bromley è contrassegnata da una targa blu. È sepolto nel cimitero di St Nicholas' Churchyard, Chislehurst, sebbene un memoriale alla sua famiglia si trovi nel cimitero della chiesa di St Wulfran's, Ovingdean, a Brighton & Hove. Era massone. 

## Famiglia
William Willett si sposò due volte.
In prime nozze nel 1879 nel Sussex con Maria Mills (1858–1905), con la quale ha avuto i seguenti figli:
- Gertrude Maria Willett (1881–)
- Constance Muriel Willett (1882–1937), sposata con Rev Charles Inchbald Radford (1871–1944)
- Herbert William M. Willett (1884–1917)
- Cicely Gwendoline Willett (1887–)
- Dorothy Ermyntrude Willett (1890–)
- Gladys Evelyn Willett (1892–)
- Basil Rupert Willett (1896–1966)

In seconde nozze nel 1910 a Christchurch con Florence Mary A. Strickland (nata Florence Rose Stickland , Fishbourne, Isola di Wight 1883–), con la quale ha avuto la seguente figlia:
- Joan I. Willett (1911–)

Willett era bisnonno del cantante dei Coldplay, Chris Martin.